# Edward H. Gillette
Edward Hooker Gillette (* 1. Oktober 1840 in Bloomfield, Connecticut; † 14. August 1918 bei Valley Junction, Iowa) war ein US-amerikanischer Politiker. Zwischen 1879 und 1881 vertrat er den Bundesstaat Iowa im US-Repräsentantenhaus.

## Werdegang
Edward Gillette war ein Sohn von Francis Gillette (1807–1879), der unter anderem zwischen 1853 und 1854 den Staat Connecticut im US-Senat vertrat. Der jüngere Gillette besuchte die Schulen in Hartford und danach das New York State Agricultural College in Ovid. Im Jahr 1863 zog er nach Des Moines in Iowa. Dort arbeitete er in der Landwirtschaft, auf dem Bausektor und im Handwerk. Außerdem gab er die Zeitung "Iowa Tribune" heraus.
Politisch war Gillette Mitglied der kurzlebigen Greenback Party, deren Bundesvorsitzender er für einige Zeit wurde. Im Jahr 1876 war er auch Delegierter auf deren Bundesparteitag. 1878 wurde er im siebten Wahlbezirk von Iowa in das US-Repräsentantenhaus in Washington, D.C. gewählt. Dort trat er am 4. März 1879 die Nachfolge von Henry J. B. Cummings von der Republikanischen Partei an. Während seiner Zeit im Kongress wechselte er zur Union Labor Party, deren Vorsitzender er auch wurde. Bei den Wahlen des Jahres 1880 verlor Gillette gegen John A. Kasson. Damit musste er sein Mandat am 3. März 1881 wieder aufgeben.
Nach seiner Wahlniederlage zog Edward Gillette auf sein Anwesen "Clover Hills Place" in der Nähe von Valley Junction. Später wurde er Mitglied der People’s Party. Als deren Kandidat bewarb er sich 1893 erfolglos für das Amt des Secretary of State von Iowa. Er starb am 14. August 1918 auf seinem Landgut bei Valley Junction.